# Gabriel III de Constantinople

Gabriel III de Constantinople (en grec : Γαβριήλ Γ΄) est patriarche de Constantinople de mi-août 1702 au 17 octobre 1707.